# Zapogon
Zapogon is een geslacht van straalvinnige vissen uit de familie van kardinaalbaarzen (Apogonidae).

## Soorten
De volgende soorten zijn bij het geslacht ingedeeld:
- Zapogon evermanni (Jordan & Snyder, 1904)
- Zapogon isus (Randall & Böhlke, 1981)